# Dil'šod Vasiev
Dil'šod Vasiev (in russo Дильшод Васиев?; in persiano دلشاد وصیف‎; Dušanbe, 12 febbraio 1988) è un ex calciatore tagiko, di ruolo centrocampista.

## Palmarès

### Club

#### Competizioni nazionali
- Coppa del Tagikistan: 2

Istiklol: 2009, 2010
- Campionato di calcio del Tagikistan: 2

Istiklol: 2010, 2011
- Supercoppa del Tagikistan: 3

Istiklol: 2010, 2011, 2012

#### Competizioni internazionali
- Coppa del Presidente dell'AFC: 1

Istiklol: 2012